# Scotopteryx alumna
Scotopteryx alumna är en fjärilsart som beskrevs av Louis Beethoven Prout 1925. Scotopteryx alumna ingår i släktet backmätare, och familjen mätare. Inga underarter finns listade.